# Colletteichthys
Colletteichthys is een geslacht van straalvinnige vissen uit de familie van kikvorsvissen (Batrachoididae).

## Soorten
- Colletteichthys dussumieri (Valenciennes, 1837)
- Colletteichthys flavipinnis Greenfield, Bineesh & Akhilesh, 2012
- Colletteichthys occidentalis Colletteichthys occidentalis